# Rocky River
Rocky River är en stad (city) i Cuyahoga County i Ohio och en förort till Cleveland. Vid 2020 års folkräkning hade Rocky River 21 755 invånare.

## Kända personer från Rocky River
- Carter Camper, ishockeyspelare
- George Steinbrenner, affärsman